# Hippolyte Taine
Hippolyte Adolphe Taine (Vouziers, Champanha-Ardenas, 21 de abril de 1828 – Paris, 5 de março de 1893) foi um crítico e historiador francês, membro da Academia francesa (cadeira 25: 1878–1893).
Foi um dos expoentes do Positivismo do século XIX, na França. O Método de Taine consistia em fazer história e compreender o homem à luz de três fatores determinantes: meio ambiente, raça e momento histórico. Estas teorias foram aplicadas ao movimento artístico realista.
Taine teve um efeito profundo na literatura francesa; a Encyclopædia Britannica de 1911 afirmava que "o tom que permeia as obras de Zola, Bourget e Maupassan pode ser imediatamente atribuído à influência que chamamos de Taine". Através de seu trabalho sobre a Revolução Francesa, Taine foi creditado como tendo "forjado a estrutura arquitetônica da moderna historiografia de direita francesa".

## Avaliação
Os escritos de Taine sobre a Revolução foram, e continuam sendo, populares na França. Embora admirado por liberais como Anatole France, serviu para informar a visão conservadora da Revolução, uma vez que Taine rejeitou seus princípios, bem como a Constituição francesa de 1793, por terem sido apresentados de forma desonesta ao povo. Ele argumentou que os jacobinos responderam à centralização do ancien régime com uma centralização ainda maior e favoreceram o individualismo de seus conceitos de regionalismo e nação. A alternativa de Taine ao liberalismo racionalista influenciou as políticas sociais da Terceira República.
Por outro lado, Taine também recebeu críticas de ambos os lados do espectro político, sua política sendo idiossincrática, complexa e difícil de definir. Entre outros, ataques vieram do historiador marxista George Rudé, um especialista em Revolução Francesa e em 'história de baixo', por conta da visão de Taine sobre a multidão; e do freudiano Peter Gay, que descreveu a reação de Taine aos jacobinos como estigmatização. Ainda assim, Alfred Cobban, que defendeu uma visão revisionista da Revolução Francesa em oposição à escola marxista ortodoxa, considerou o relato de Taine sobre a Revolução Francesa "uma polêmica brilhante". A visão de Taine da Revolução está em contraste com as interpretações marxistas que ganharam destaque no século XX, como foi personificado por Albert Mathiez, Georges Lefebvre, e Albert Soboul antes de Alfred Cobban e François Furet apresentarem seus respectivos relatos revisionistas.
Apesar da política acadêmica, quando Alphonse Aulard, um historiador da Revolução Francesa, analisou o texto de Taine, ele mostrou que os numerosos fatos e exemplos apresentados por Taine para apoiar seu relato provaram-se substancialmente corretos; poucos erros foram encontrados por Aulard — menos do que em seus próprios textos, conforme relatado por Augustin Cochin.
Em seus outros escritos, Taine é conhecido por sua tentativa de fornecer um relato científico da literatura, um projeto que o levou a ser vinculado a positivistas sociológicos, embora houvesse diferenças importantes. Em sua opinião, a obra de literatura era produto do ambiente do autor, e uma análise desse ambiente poderia render uma compreensão perfeita dessa obra; isso contrasta com a visão de que a obra da literatura é uma criação espontânea do gênio. Taine baseou sua análise nas categorias do que em inglês seria traduzido hoje como "nação", "ambiente" ou "situação" e "tempo". Armin Koller escreveu que neste Taine se inspirou fortemente no filósofo Johann Gottfried Herder, embora isso não tenha sido suficientemente reconhecido, enquanto a escritora espanhola Emilia Pardo Bazán sugeriu que um predecessor crucial da ideia de Taine foi o trabalho de Germaine de Staëll sobre a relação entre arte e sociedade. Movimentos literários nacionalistas e críticos pós-modernos igualmente fizeram uso dos conceitos de Taine, o primeiro para argumentar por seu lugar único e distinto na literatura e o último para desconstruir os textos no que diz respeito à relação entre a literatura e o social. história.
Taine foi criticado, inclusive por Émile Zola (que muito devia a ele), por não levar suficientemente em conta a individualidade do artista. Zola argumentou que o temperamento de um artista pode levá-lo a fazer escolhas artísticas únicas e distintas do ambiente que o formou, e deu Édouard Manet como exemplo principal. Édouard Lanson argumentou que a metodologia ambientalista de Taine não poderia, por si só, explicar o gênio.

## Influência
A influência de Taine na cultura intelectual francesa e na literatura foi significativa. Ele teve uma relação especial, em particular, com Émile Zola. Como o crítico Philip Walker diz de Zola, "página após página, incluindo muitos de seus escritos mais memoráveis, somos apresentados ao que equivale a uma mimese da interação entre sensação e imaginação que Taine estudou longamente e fora de que, ele acreditava, emerge o mundo da mente". O filósofo espanhol Miguel de Unamuno ficou fascinado por Zola e Taine desde o início (embora tenha concluído que a influência de Taine na literatura tinha sido negativa). Paul Bouget e Guy de Maupassant também foram fortemente influenciados por Taine.
Taine compartilhou uma correspondência com o filósofo Friedrich Nietzsche, que mais tarde se referiu a ele em Além do bem e do mal como "o primeiro dos historiadores vivos". Ele também foi o assunto da tese de doutorado de Stefan Zweig, "A Filosofia de Hippolyte Taine." Taine também foi lido por Peter Kropotkin, que o descreveu como realmente compreendendo a Revolução Francesa, porque ele "estudou os movimentos que precederam a revolução de 14 de julho", ou como ele citou o próprio Taine, "eu sei de trezentos surtos antes 14 de julho".

## Trabalhos
- De Personis Platonicis (1853).
- La Fontaine et ses Fables (1853–1861, Taine's doctoral thesis).
- Voyage aux Pyrénées (1855–1860).
- Essai sur Tite-Live (1856).[20]
- Les Philosophes Classiques du XIXe Siècle en France (1857–1868).
- Essais de Critique et d’Histoire (1858–1882).
- Vie et Opinions Politiques d'un Chat (1858).
- Histoire de la Littérature Anglaise (1864).[21]
- Philosophie de l’Art (1865–1882).
- Nouveaux Essais de Critique et d’Histoire (1865–1901).
- Voyage en Italie (1866).
- Notes sur Paris. Vie et Opinions de M. Frédéric-Thomas Graindorge (1867).
- De l’Intelligence (1870).[22]
- Du Suffrage Universel et de la Manière de Voter (1872).
- Notes sur l’Angleterre (1872).
- Les Origines de la France Contemporaine:
  - L’Ancien Régime (1875).
  - La Révolution: I – l’Anarchie (1878).
  - La Révolution: II – La Conquête Jacobine (1881).
  - La Révolution: III – Le Gouvernement Révolutionnaire (1883).
  - Le Régime Moderne (1890–1893).
- Derniers Essais de Critique et d’Histoire (1894).
- Carnets de Voyage: Notes sur la Province (1863–1897).
- Étienne Mayran (1910).
- H. Taine, sa Vie et sa Correspondance (1903–1907).

Artigos selecionados (em inglês)
- "Socialism as Government," The Contemporary Review, Vol. XLVI, October 1884.
- "Napoleon's Views of Religion," The North American Review, Vol. 152, No. 414, 1891.
- "On Style," Scribner’s Magazine, Vol. 334, No. 4329, 1928.